# 소방부하
소방부하란 소방시설의 전력부하를 말한다.
소방부하에는 소방시설 설치유지 및 안전관리에 관한 법률에 근거하여 설치되는 스프링클러소화설비 등 소화설비의 전력부하가 있고, 건축법에 의해 설치되는 비상용승강기, 배연설비, 자동방화문, 피난구 비상조명등 등의 방화시설에 소요되는 전력부하가 있는데, 화재가 발생하였을 때 사용되는 설비라는 측면에서 이 모두를 포함하여 소방부하라고 한다.